# Codex diplomaticus et epistolaris Slovaciae
Codex diplomaticus et epistolaris Slovaciae (jinak též zvaný Slovenský diplomatár; ve zkratce uváděn jako CDSI) je edice obsahující texty všech středověkých listin týkajících se úplně nebo okrajově území dnešního Slovenska nebo slovenských dějin od roku 805 do roku 1301. Prozatím byly vydány dva díly pokrývající období do roku 1260.
Po prvních pokusech Márie Jeršové-Opočenské, která začala v meziválečném období s edicí listin ke slovenským dějinám se tento projekt podařilo obnovit v padesátých letech na půdě Historického ústavu Slovenské akademie věd. Přípravou byl pověřen Richard Marsina, který vypracoval ediční metodiku. V Slovenském diplomatáři se měly publikovat listiny a listy týkající se slovenských dějin v plném znění do roku 1301 – do smrti posledního Arpádovce na uherském trůně Ondřeje III. První svazek obsahující materiál do roku 1235 (konec vlády Ondřeje II.) vyšel v roce 1971. Druhý (zatím poslední) svazek končící rokem 1260 byl vydán v roce 1987. Celkový rozsah diplomatáře má činit přes 3000 středověkých listin.